# Jüdischer Friedhof (Hohenhausen)

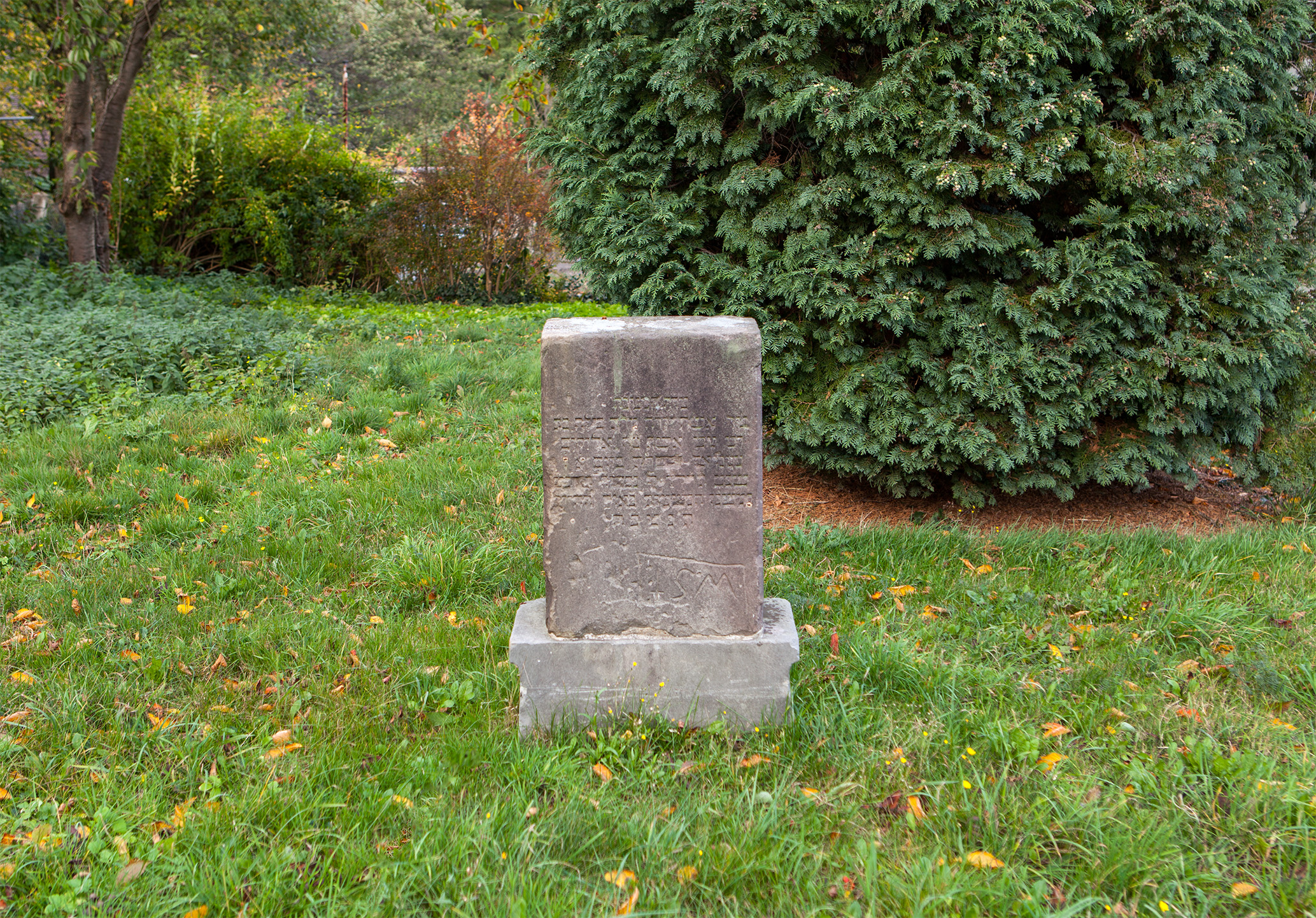
Der letzte erhaltene Grabstein auf dem Jüdischen Friedhof Hohenhausen

Der Jüdische Friedhof Hohenhausen liegt in Hohenhausen, einer Ortschaft in Kalletal im Kreis Lippe in Nordrhein-Westfalen. Der Friedhof ist ein geschütztes Baudenkmal.

## Beschreibung
Der Jüdische Friedhof Hohenhausen liegt zwischen der Lemgoer Straße (bei Haus Nr. 57) und der Mühlenbrede. Auf dem Friedhof, der von 1686 bis 1917 belegt wurde, sollen sich 16 Begräbnisse befinden; nur ein Grabstein (Mazewa) ist noch vor Ort erhalten.
Acht weitere Grabsteine, die wahrscheinlich während der Zeit des Nationalsozialismus vom Hohenhauser Friedhof entfernt wurden, sind ebenfalls erhalten. Diese wurden 1948 bei der Wiederherstellung des während der Reichspogromnacht 1938 vollständig zerstörten alten jüdischen Friedhofs Lemgo verwendet. Die originalen Grabsteine des Lemgoer Friedhofs waren nicht mehr erhalten.